# Camilla Tilling
Camilla Tilling (Linköping, 18 de mayo de 1971) es una soprano ligera sueca de ópera y concierto.

## Biografía
Nació en  (Suecia) y estudia música y canto en la Universidad de Gotemburgo, para terminar graduándose en el Royal College of Music de Londres en 1998. Debutó en Gotemburgo en 1997 con el rol de Olympia en Los cuentos de Hoffmann. Desde entonces, su carrera artística le ha llevado a trabajar en las óperas más importantes como el Covent Garden de Londres, el Metropolitan de Nueva York, la Scala de Milán, el Teatro Real de Madrid o el Teatro de la Moneda de Bruselas, así como los festivales de Glyndebourne o Aix-en-Provence.
Su repertorio abarca obras de Mozart (Ilia y Pamina, en Idomeneo y La Flauta Mágica respectivamente), Rossini (Corinna en El viaje a Reims), Haendel (Dorinda en Orlando), Strauss (Sophie en El caballero de la rosa), Debussy (Melisande en Peleas y Melisande o Messiean (el ángel en San Francisco de Asís).
Tilling fue dirigida por batutas tan prestigiosas como Marc Minkowski, Antonio Pappano, James Levine, Simone Young o Charles Mackerras. Además, en el campo del concierto ha sido dirigida por Esa-Pekka Salonen en La creación de Joseph Haydn, Daniel Harding y Simon Rattle en La pasión según san Mateo de Johann Sebastian Bach, por William Christie en El Mesías de Haendel o por Ivor Bolton en el Un réquiem alemán de Johannes Brahms.